# Lindscheid (Eitorf)
Lindscheid ist ein Ortsteil der nordrhein-westfälischen Gemeinde Eitorf.

## Lage

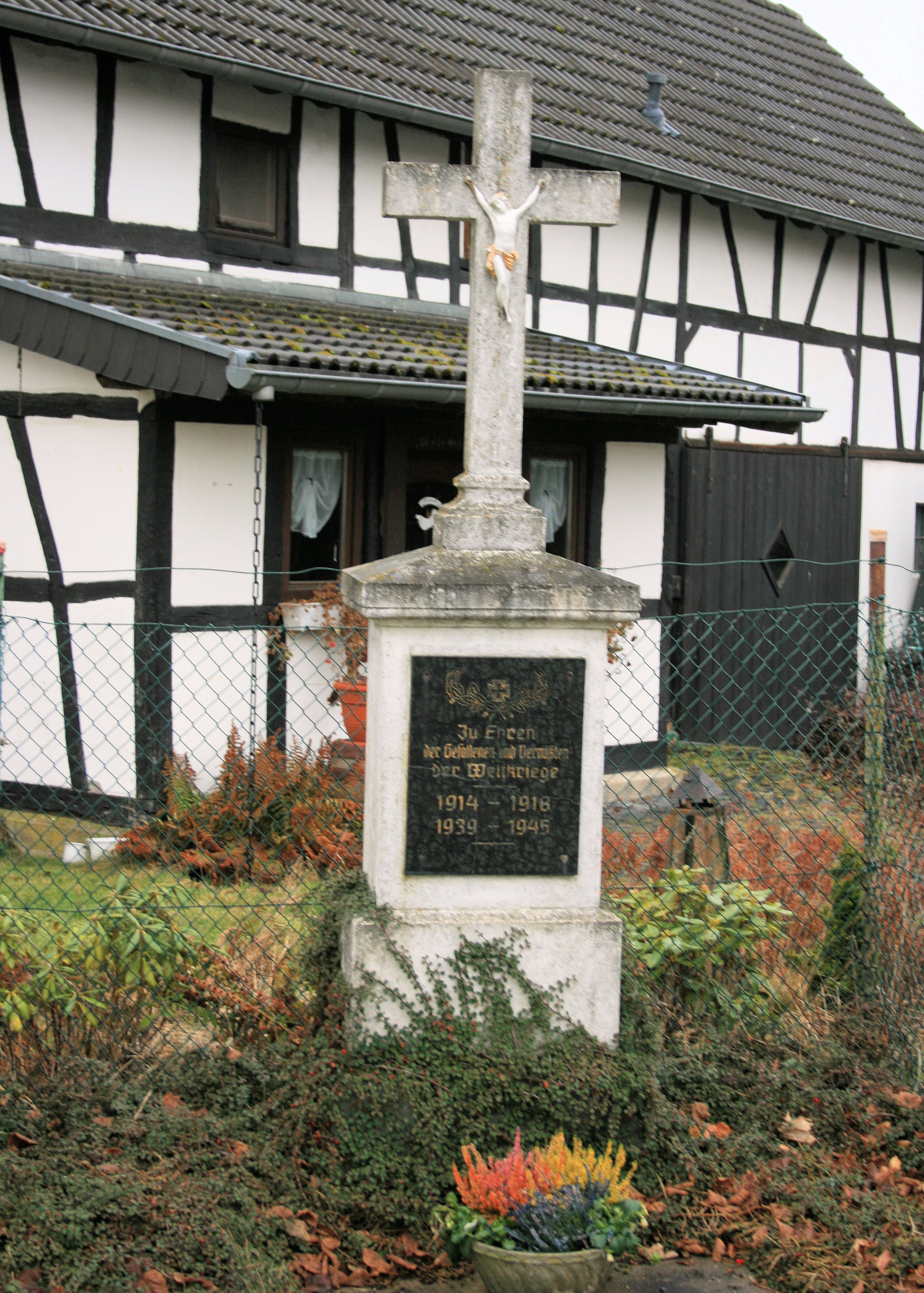
Gedenkkreuz in Lindscheid

Lindscheid liegt auf dem gleichnamigen Höhenzug. Nachbarorte sind Büsch im Norden, Mühleip im Osten, Schellberg im Südosten und Hülscheid im Westen.

## Einwohner
1830 hatte Lindscheid 49 Bewohner.
1845 hatte der Weiler 97 katholische Einwohner in 20 Häusern.
1888 hatte der Ort 80 Bewohner in 17 Häusern.
1925 waren in Lindscheid 22 Haushalte verzeichnet.

## Kalkstraße
Über die Lindscheid führte die Kalkstraße, die von der Frankfurter Straße über Rieferath und die Römerstraße der Nutscheid zu der Maire Ruppichteroth führte und für den Abtransport der Schönenberger Kalksteinbrüche wichtig war. Die Bürger von Herchen und Eitorf hatten auf der Kalkstraße einen Frondienst zu leisten, indem sie den Herrenstein über vier bis fünf bzw. drei Stunden Wegstrecke zu seinem Ziel, dem Dominalhof zu Hossenberg transportieren mussten.